# マンカスター城

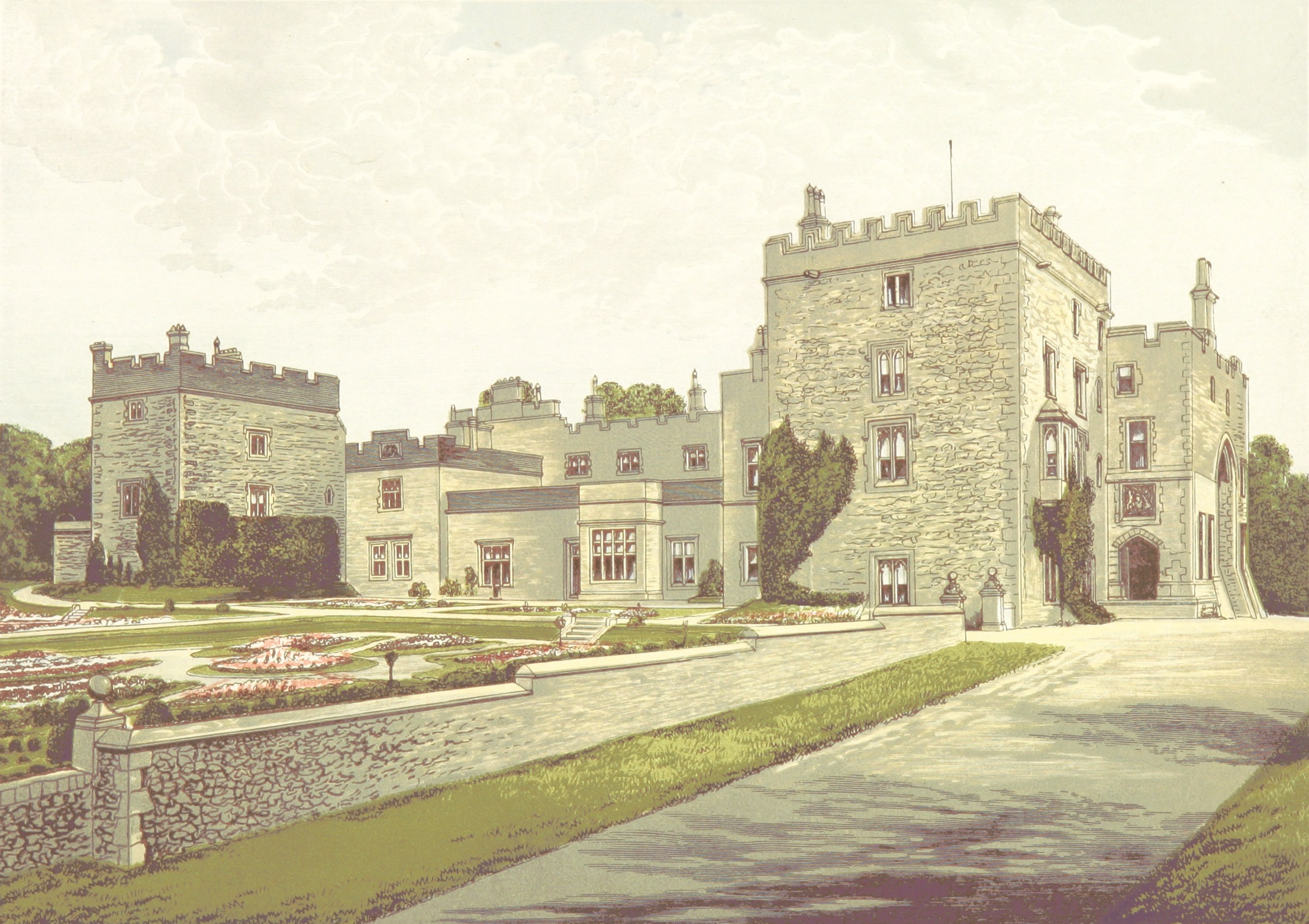
1880年に描かれたマンカスター城

マンカスター城 (Muncaster Castle) は、イギリス、湖水地方にある私有城。カンブリアの南西、バロー・イン・ファーネスから北へ35マイルほどにある町レイヴングラスのエスク川沿いに建つ。
ブリタンニア時代の1208年、マンカスター城はローマ人の手によってエスク川周辺を守る砦として建設された。レイヴングラスの港は遠浅で水深が浅く、敵の大型船が入り難いという理由があった。城は800年来マンカスターの地で続くペニングトン家が所有し、庭園には世界中の植物が集められている。"Muncaster" という名の由来はラテン語の "Castra" にあり、野営地や砦といった意味がある。中世期に幾度かの修復が行われた後、19世紀に第4代マンカスター男爵の手によって、当時の最先端の流行を取り入れたファッショナブルな城に改築された。
現在のマンカスター城は湖水地方の観光地の一つとなっており、宿泊施設、レストラン、土産物屋、フクロウセンターなどが併設されている。ジョン・ラスキンはこの城を「パラダイスの入り口」と表現しており、19世紀には既に有名観光地であったことが窺い知れる。1887年に開設されたフクロウセンターは、世界フクロウ協会の拠点でもある。
また、マンカスター城はイギリス有数の幽霊屋敷でもある。エリザベス朝時代の装飾が施された寝室には、道化師トム・フールという幽霊が度々出没することで知られ、城のガイドを務める男性もその寝室で幽霊を目撃したという。2006年にはイギリス国内初の「幽霊教室」が開催された。